# Joseph John Martin
Joseph John Martin (21 de noviembre de 1833 — † 18 de diciembre de 1900) era miembro del Congreso republicano de los EE. UU. de Carolina del Norte entre 1879 y 1881.
Nacido en Williamston en el condado de Martin, Carolina del Norte, la academia atendida Martin de Williamston y la ley entonces estudiada. Lo admitieron a la barra en 1859 e hizo el abogado de procesamiento del condado de Martin. Lo eligieron abogado para el distrito en segundo lugar judicial de Carolina del Norte en 1868 y fueron reelegido a ese poste en 1874. Martin era un miembro del partido republicano y un delegado a la convención nacional republicana 1876. En 1878, eligieron a Martin a la casa de los EE. UU., derrotando a demócrata Jesse Johnson Yeates del titular. Aunque Martin sirvió la mayor parte de su término de dos años, Yeates disputó con éxito la elección y quitó el puesto a Martin el 29 de enero de 1881, dos meses antes de la expiración del término de Martin. Después de dejar a congreso, Martin volvió a la práctica de la ley en Tarboro, Carolina del Norte; él era postmaster de esa ciudad a partir de 1897 hasta su muerte en 1900. Entierran a Martin en el cementerio de Williamston en su ciudad natal.
- Datos: Q1707343
- Multimedia: Joseph John Martin / Q1707343